# 129 (numero)
Centoventinove (129) è il numero naturale che segue il 128 e precede il 130.

## Proprietà matematiche
- È un numero dispari.
- È un numero composto e ha i seguenti divisori: 1, 3, 43, 129. Poiché la somma dei divisori è 47 < 129 è un numero difettivo.
- È il più piccolo numero che può essere espresso come la somma di quadrati in quattro distinti modi: {\displaystyle 11^{2}+2^{2}+2^{2}}, {\displaystyle 10^{2}+5^{2}+2^{2}}, {\displaystyle 8^{2}+8^{2}+1^{2}}, e {\displaystyle 8^{2}+7^{2}+4^{2}}.
- È la somma dei primi dieci numeri primi.
- È un numero semiprimo.
- È un numero omirpimes.
- È un numero nontotiente.
- È un numero Intero di Blum.
- È un numero felice.
- È un numero palindromo nel sistema numerico binario e nel sistema di numerazione posizionale a base 6 (333). In quest'ultima base è anche un numero a cifra ripetuta.
- È parte delle terne pitagoriche (129, 172, 215), (129, 920, 929), (129, 2772, 2775), (129, 8320, 8321).
- È un numero fortunato.

## Alimentazione
- L'E129 Rosso allura AC, FD&C Rosso 40 (colorante) [PRA] è un additivo alimentare.

## Astronomia
- 129P/Shoemaker-Levy è una cometa periodica del sistema solare.
- 129 Antigone è un grande asteroide della fascia principale del sistema solare.

## Astronautica
- Cosmos 129 è un satellite artificiale russo.